# کوارنا سوپرا
کوارنا سوپرا (به ایتالیایی: Quarna Sopra) یک کومونه در ایتالیا است که در استان وربانو-کوزیو-اوسولا واقع شده‌است.

## خصوصیات
کوارنا سوپرا ۹٫۵ کیلومترمربع مساحت و ۳۰۲ نفر جمعیت دارد و ۸۶۰ متر بالاتر از سطح دریا واقع شده‌است.